# Torre Pirelli
La Torre Pirelli (Palazzo Pirelli o Grattacielo Pirelli en italià) és un gratacel situat a Milà, Itàlia, en estil racionalista, començat el 1956 i estrenat el 1960.
El 1950 Alberto Pirelli, president de l'empresa Pirelli, va demanar que fos construït al terreny que ocupava la primera fàbrica de la ciutat. L'arquitecte Gio Ponti, amb l'assistència de Pier Luigi Nervi i d'Arturo Danusso va dissenyar l'edifici.
Té una alçada de 127 metres, cosa que en fa l'estructura més alta de la ciutat, i està fet de formigó armat. Un cop fou bastit, l'any 1960, va esdevenir un dels símbols de Milà i del renaixement econòmic nacional. La companyia més endavant va vendre l'edifici al govern de la regió de la Llombardia i avui en dia n'allotja les oficines principals. L'historiador de l'art Hasan-Uddin Khan troba que és «un dels gratacels més elegants del món».
El disseny va influir en altres gratacels que es van construir posteriorment, com el cas de l'Edifici Banc de Sabadell a Barcelona o el Met Life Building a Nova York.
L'edifici va patir el xoc d'un avió d'un sol motor, un Rockwell Commander 112 suís, el 18 d'abril del 2002. El trajecte de l'aparell era des de Locarno fins a Milà, però segons indiquen alguns informes el pilot va desobeir les instruccions de la torre de control de l'aeroport de Linate abans de l'impacte. No és ben clar si es tracta d'un simple accident aeri o si el pilot, ja gran, va decidir suïcidar-se, bé que les hipòtesis que parlen d'un atemptat terrorista són dubtoses.
- Durant la construcció a la darreria dels anys 1950
- Un home al darrere pis el 1965